# ブルーノート (クラブ)
ブルーノート（Blue Note）は、1990年代にイギリス、ロンドンのホクストン地区（1 Hoxton Square, London）に存在し、ロンドンの音楽シーンの一時代を築いた伝説的なクラブ。1997年に閉鎖。
ゴールディーによる『メタルヘッズ』（Metalheadz）、タルビン・シンの『アノーカ』（Anokha）、ジェームス・ラヴェルの『ダステッド』（Dusted）、ジャイルス・ピーターソンの『ファー・イースト』（Far East）、レコード・レーベル、ウォール・オブ・サウンドによる『バック・トゥ・モノ』（Back to Mono）、ニンジャ・チューンの『スティールス』（Stealth）など、歴史に残る数々のパーティーが連日開催されていた。
ロゴは、マッシヴ・アタックのアルバムのアートワークも手がけたデザイナー、トム・ヒングストンによるもの。